# Neossos atlanticus
Neossos atlanticus är en tvåvingeart som beskrevs av Gilbert och Wheeler 2007. Neossos atlanticus ingår i släktet Neossos och familjen myllflugor.
Artens utbredningsområde är Québec. Inga underarter finns listade i Catalogue of Life.